# Wiedenhoferhof

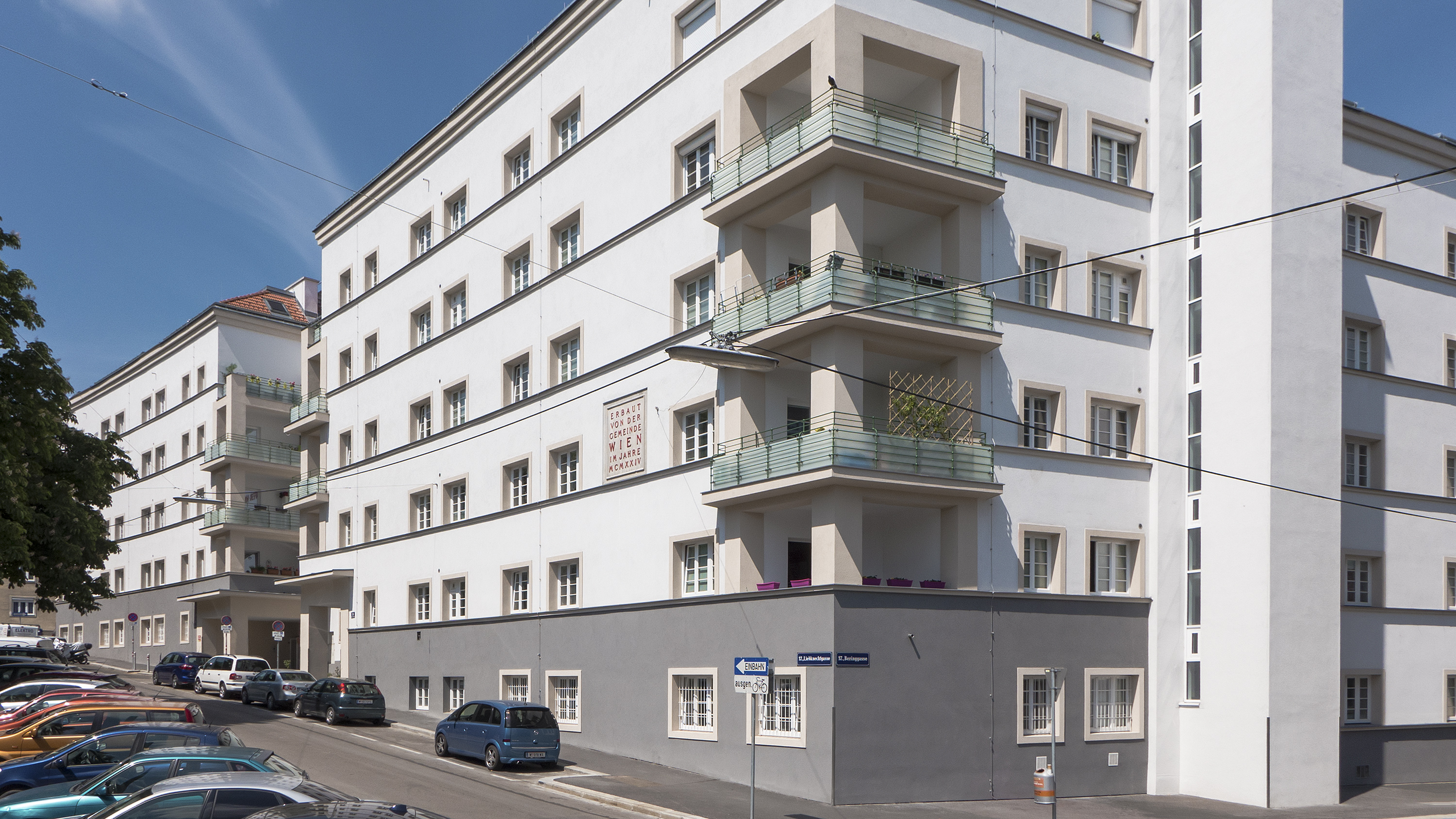
Der Wiedenhoferhof an der Liebknechtgasse

Der Wiedenhoferhof (auch Josef-Wiedenhofer-Hof) ist ein 1924/25 nach Plänen des Architekten Josef Frank errichteter Gemeindebau in Blockrandbebauung im 17. Wiener Gemeindebezirk Hernals. Er befindet sich im Übergangsbereich zwischen dem Dornbacher Frauenfeld und der Ottakringer Gegend Sandleiten.

## Architektur
Die repräsentative Fassade des trapezförmigen Baublocks mit zungenförmigem Hoftrakt liegt in der Liebknechtgasse (Grenze zu Ottakring) mit Loggien auf den Kongressplatz, während der Haupteingang der größeren Nähe zum öffentlichen Verkehr (Anbindung via Hernalser Bahnhofsplatz) wegen jener in der Zeillergasse (Nr. 7–11) ist. Auf Schmuck- und Gliederungselemente wurde großteils verzichtet, sieht man von den hellen Sohlbankgesimsen und Fensterumrahmungen ab, die einen Kontrast zur ursprünglich orangeroten Farbgebung des Gebäudes bildeten. Wegen dieser ensemblebestimmenden Farbe und dem für damalige Zeiten noch ungewöhnlichen Flachdach wurde der Wiedenhoferhof im Volksmund auch „Paprikakistl“ genannt. Die Aufstockung im Jahre 1953, während welcher auch das Flachdach durch ein Satteldach ersetzt wurde, und die Sockelsanierung 2009–2013 (inklusive Dachgeschoßausbau), die das charakteristische Rotorange durch Weiß ersetzte, hatten einschneidende Veränderungen im Hinblick auf Proportionierung und Erscheinungsbild zur Folge.
Der Wiedenhoferhof ist gemeinsam mit Sandleitenhof, Kongressbad und Kongresspark als Teil eines zwischenkriegszeitlichen kulturlandschaftlichen Ensembles zu verstehen, das an die dichte Gründerzeitbebauung der westlichen Arbeitervorstädte anschloss und deren Prinzipien infrage stellte.

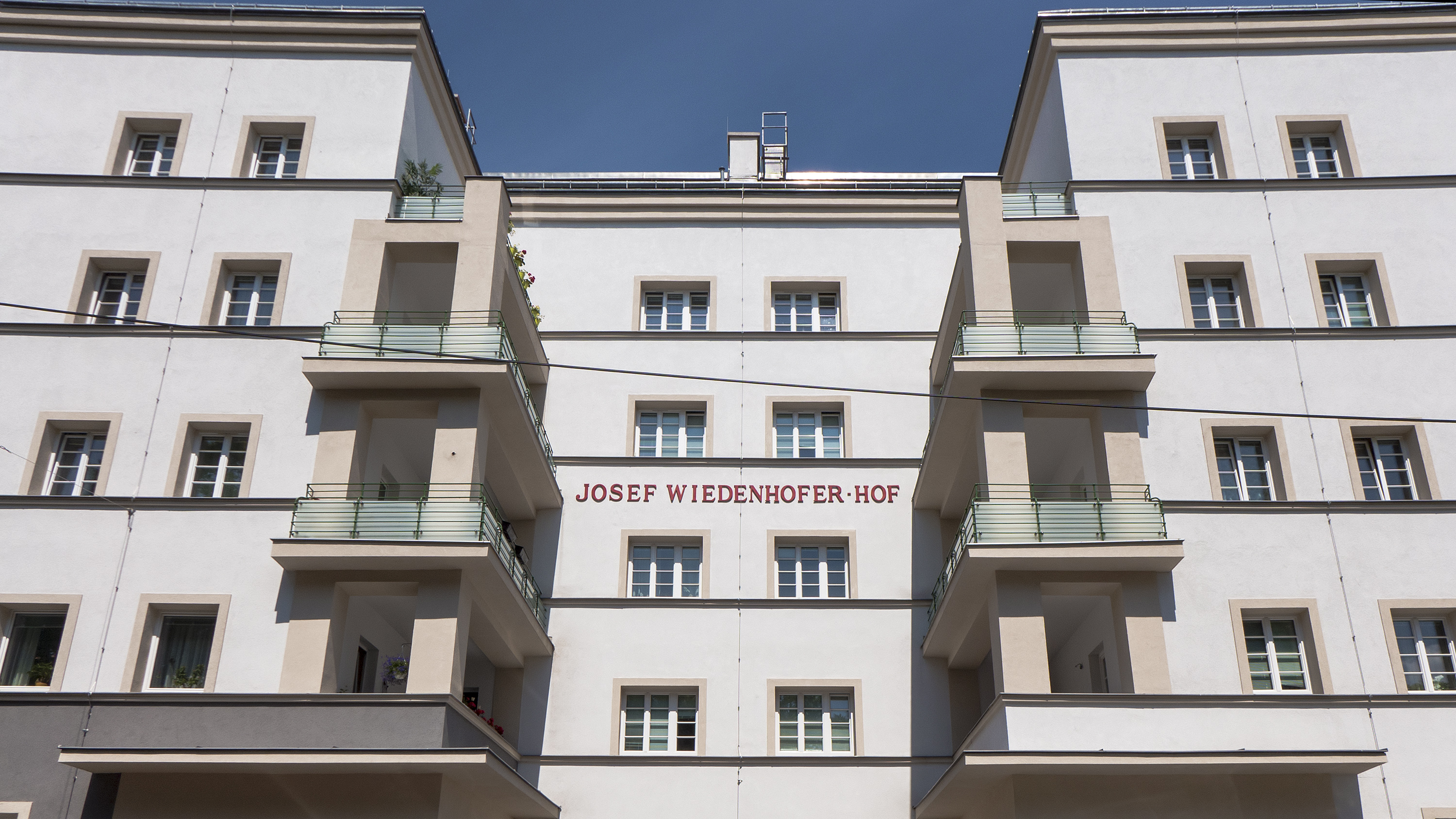
Mittelteil der Fassade
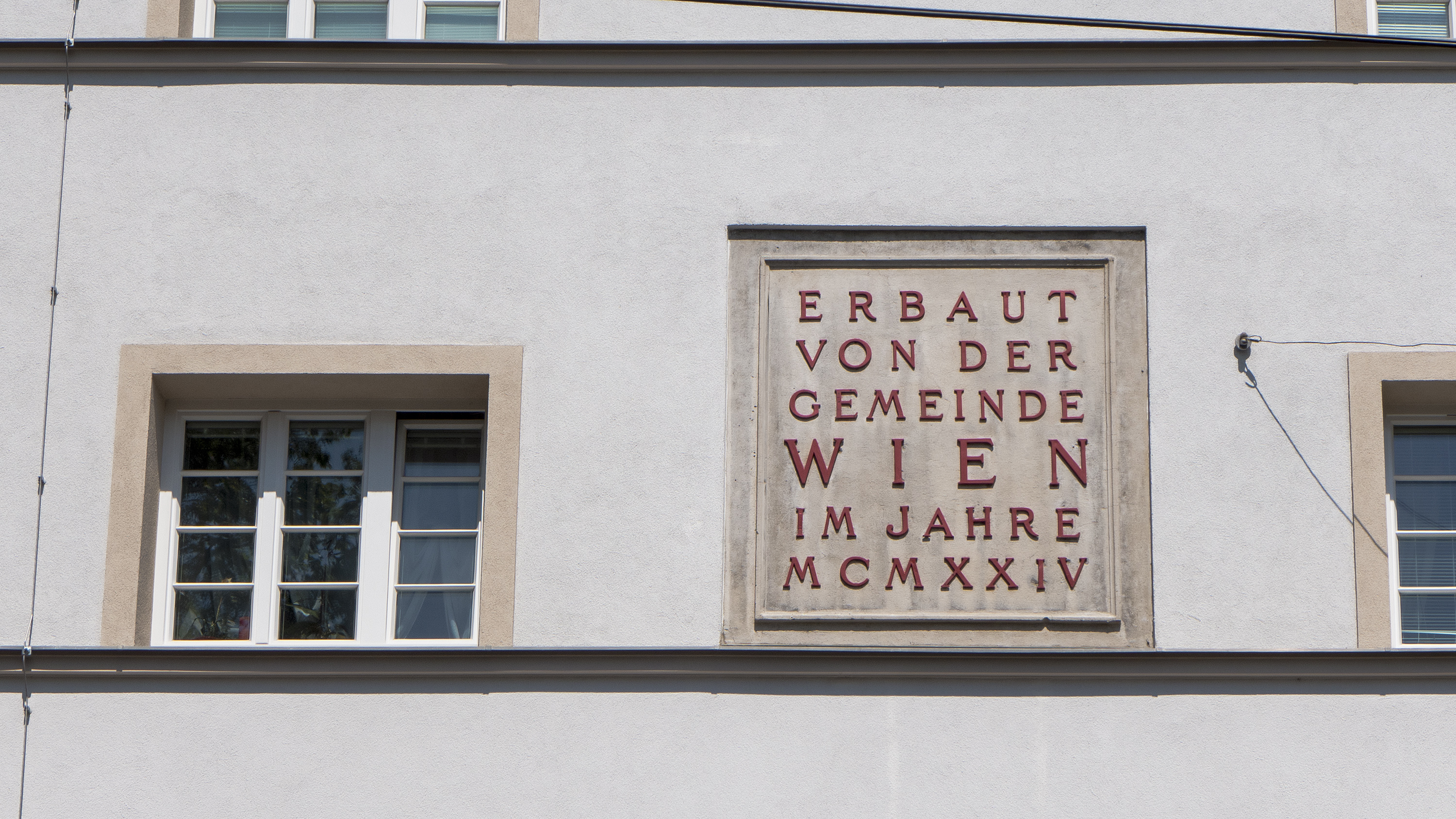
Inschrift am Bau
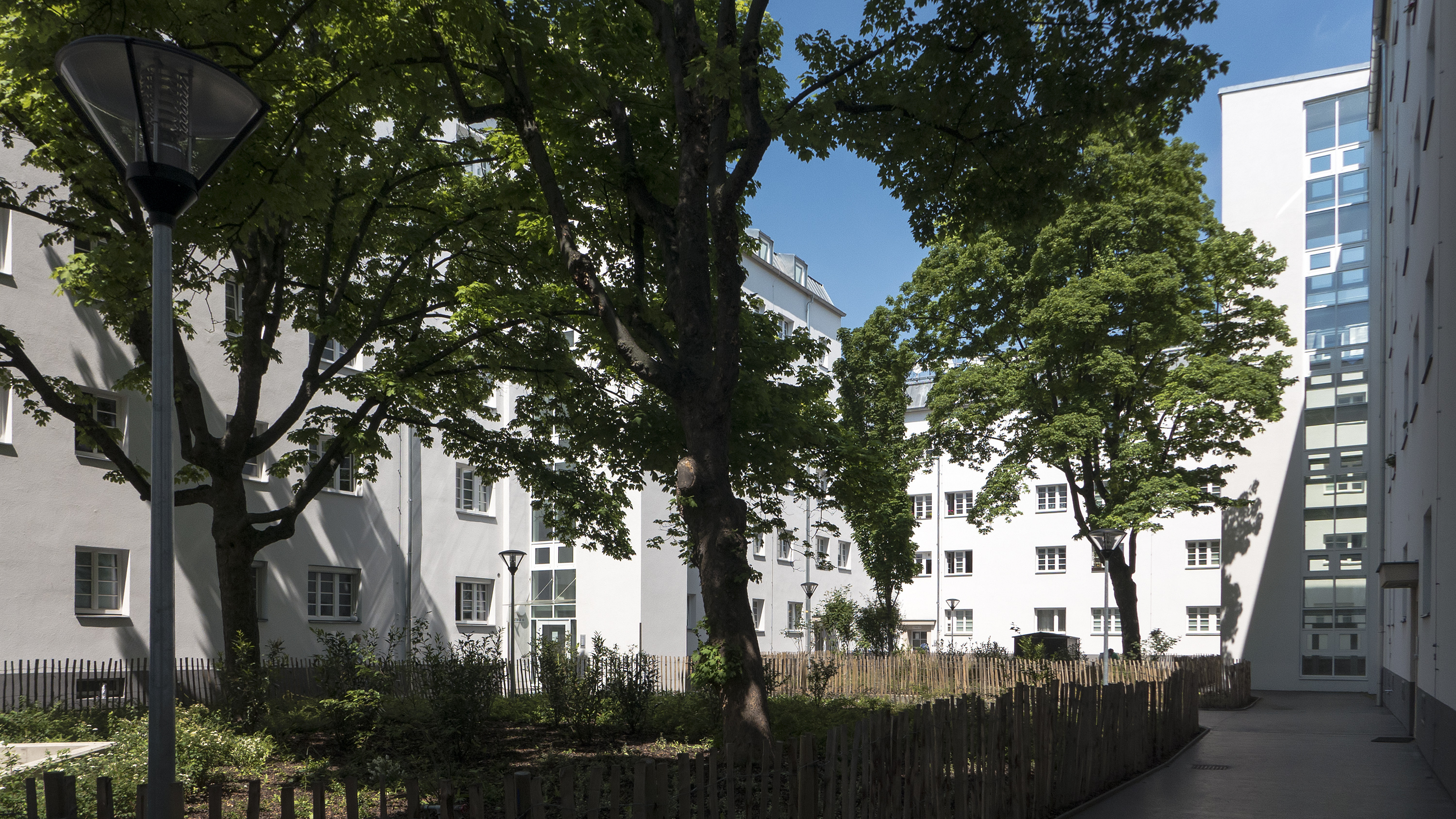
Innenhof
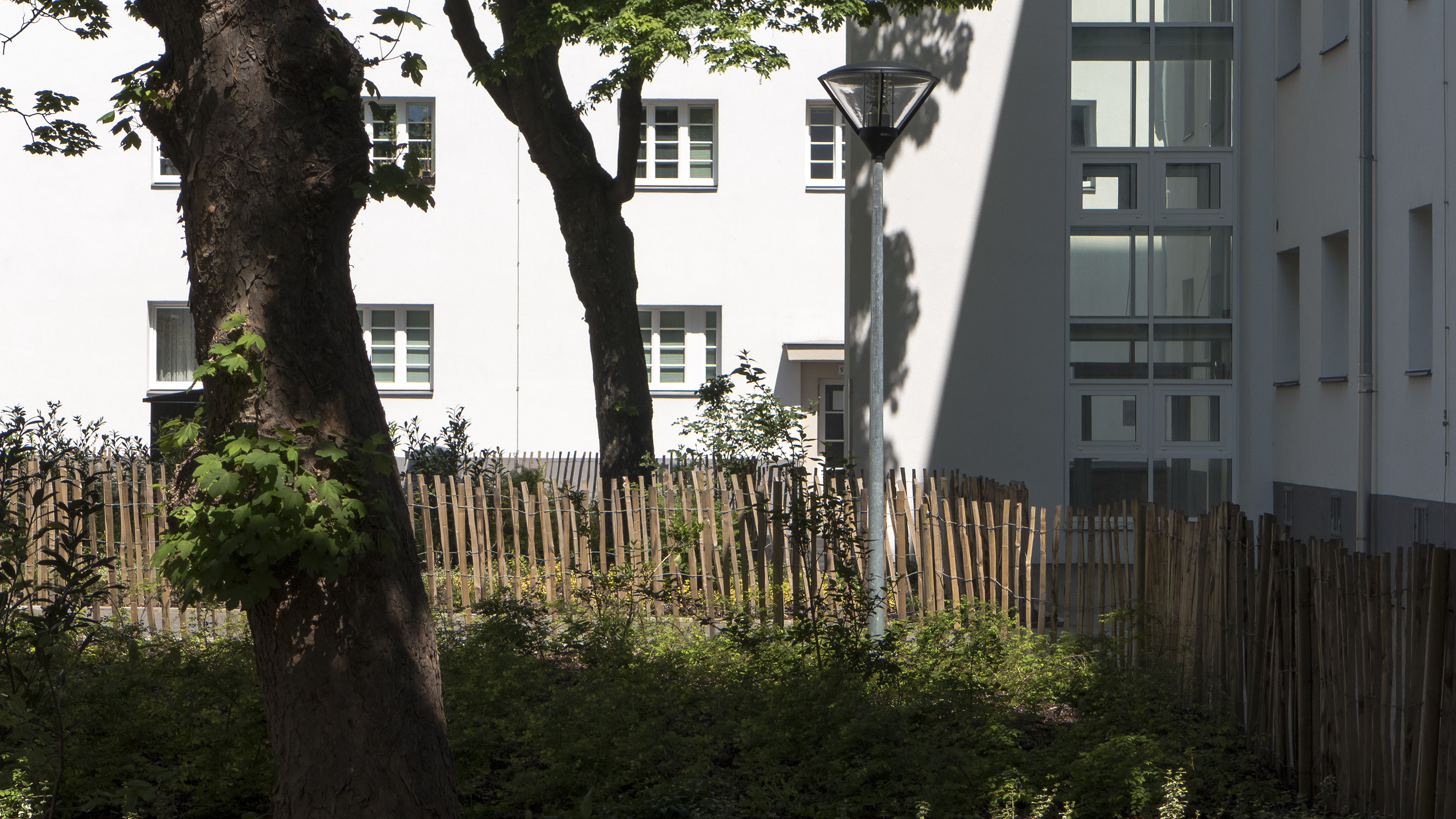
Innenhof, Detail